# Kreuzlibergtunnel
Der Kreuzlibergtunnel ist ein 988 Meter langer Eisenbahntunnel in Baden im Kanton Aargau. Er unterquert zwischen dem Bahnhof Wettingen und dem Bahnhof Baden den Kreuzliberg (nördlichster Ausläufer der Heitersbergkette), den Schulhausplatz (zentraler Verkehrsknotenpunkt Badens) und den Schlossberg. Durch ihn führt die Bahnstrecke Zürich–Baden. Der zweigleisige Tunnel entstand in den Jahren 1957 bis 1961 und ersetzte dabei den Schlossbergtunnel, der danach für den Strassenverkehr umgebaut wurde.

## Geschichte
Die Bahnstrecke zwischen Zürich und Baden, die älteste der Schweiz, war am 7. August 1847 durch die Schweizerische Nordbahn eröffnet worden. Dabei führte die Strecke über den Schulhausplatz und in einem 80 Meter kurzen Tunnel durch den Schlossberg. Beidseits des ältesten Eisenbahntunnels der Schweiz lagen zwei höhengleiche Bahnübergänge, die ab den 1950er Jahren den stark wachsenden motorisierten Individualverkehr behinderten. Die 1953 vorgeschlagene «grosse Bahnverlegung», die auf Stadtgebiet eine vollständige Verlegung der Bahnstrecke in den Untergrund sowie einen neuen Bahnhof im Innern des Schlossbergs vorsah, scheiterte an den als zu hoch empfundenen Kosten.

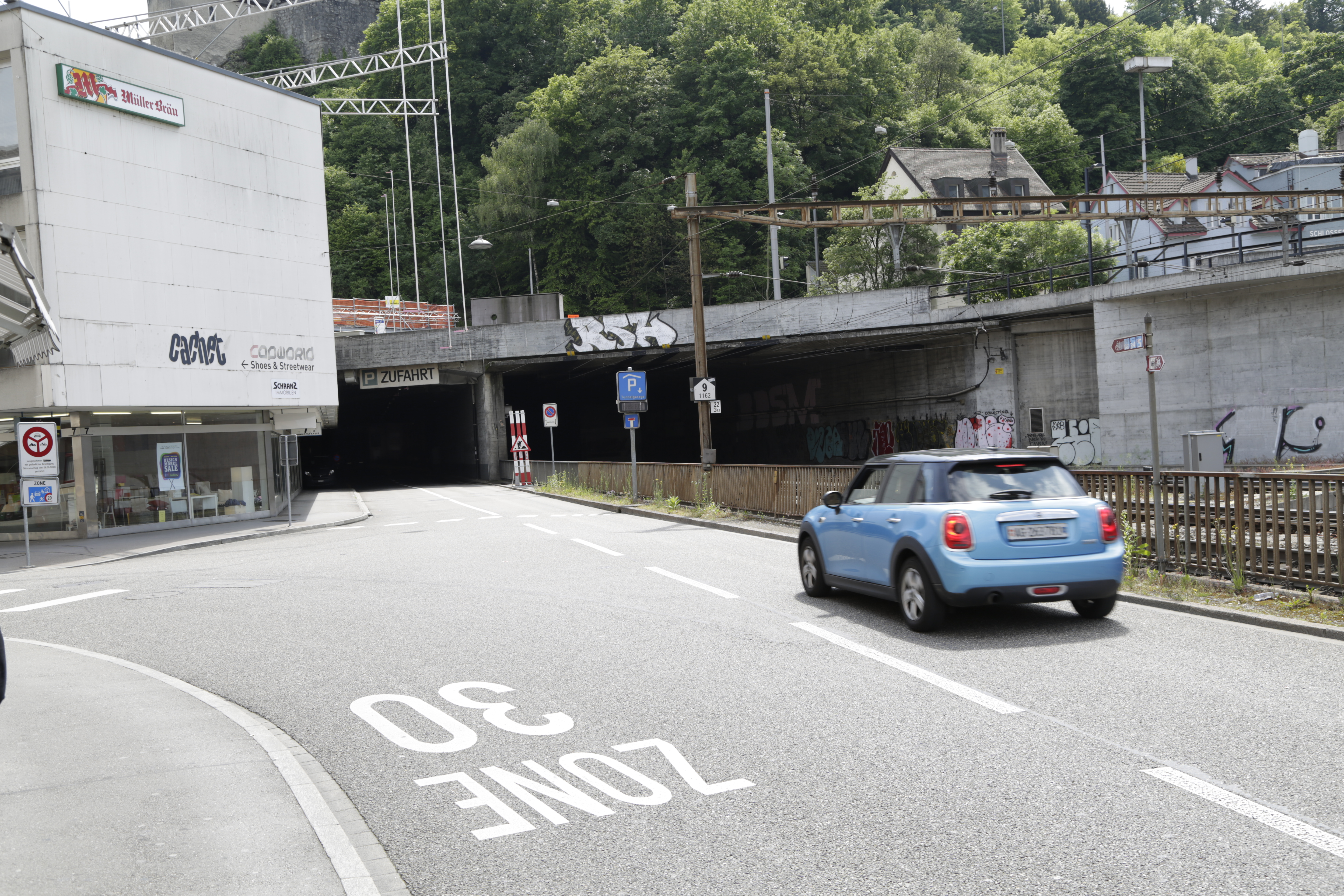
Nordportal (2016)

Erfolgreich war hingegen das Projekt der «kleinen Bahnverlegung», eine Entflechtung der Verkehrsströme durch den Neubau des Kreuzlibergtunnels für die Eisenbahn und den Umbau des Schlossbergtunnels für den Strassenverkehr. Die Bauarbeiten am Kreuzlibergtunnel begannen im Oktober 1957 und dauerten vier Jahre. Einerseits waren unter dem Kreuzliberg instabile geologische Verhältnisse zu überwinden, andererseits mussten 35 Gebäude, darunter über ein Dutzend Gewerbebetriebe und Geschäftshäuser im Bereich der Portale abgebrochen werden. Zu ihnen gehörten eine Biscuitfabrik, ein Schreibmaschinengeschäft, eine Backstube und eine Buchdruckerei. Am 1. Oktober 1961 erfolgte die Inbetriebnahme des Tunnels, das ehemalige Bahntrassee wich der neuen Streckenführung der Hauptstrasse von Baden nach Neuenhof.